# 鶴見精機
株式会社鶴見精機（つるみせいき、英文名称 Tsurumi Seiki Co., Ltd.）は、海洋計測装置・水質調査機器の製造を行う企業。気象庁や水産庁など官庁からの受注が多く、海洋研究開発機構の深海探査艇しんかい6500にも計測機器を納入している。

## 主な製品
- 濁度計
- 塩分濃度計
- 溶存酸素計
- pH計
- 潮位計・波高計
- 海洋観測用ウインチ
- 水質自動監視装置　など

## 沿革
- 1928年 - 鶴見精機工作所創業。旧海軍に納入する航海計器類を生産。
- 1948年 - 株式会社鶴見精機工作所として法人化。
- 1971年 - 株式会社鶴見精機に社名変更。
- 1987年 - 白河工場を建設。

## 事業所
- 本社・横浜工場・TSKサービスセンター - 横浜市鶴見区鶴見中央2-2-20
- 白河工場（量産品を製造） - 福島県白河市大信中新城字弥平田17-5